# Blair (nome)
Blair  è un nome proprio di persona inglese e gaelico scozzese maschile e femminile.

## Origine e diffusione
Riprende il cognome scozzese Blair; si basa sul termine gaelico blár, che vuol dire "campo", "spianata", "campo di battaglia".

## Onomastico
Si tratta di un nome adespota, ovvero privo di santo patrono; il suo onomastico può essere festeggiato in occasione di Ognissanti, il 1º novembre.

## Persone

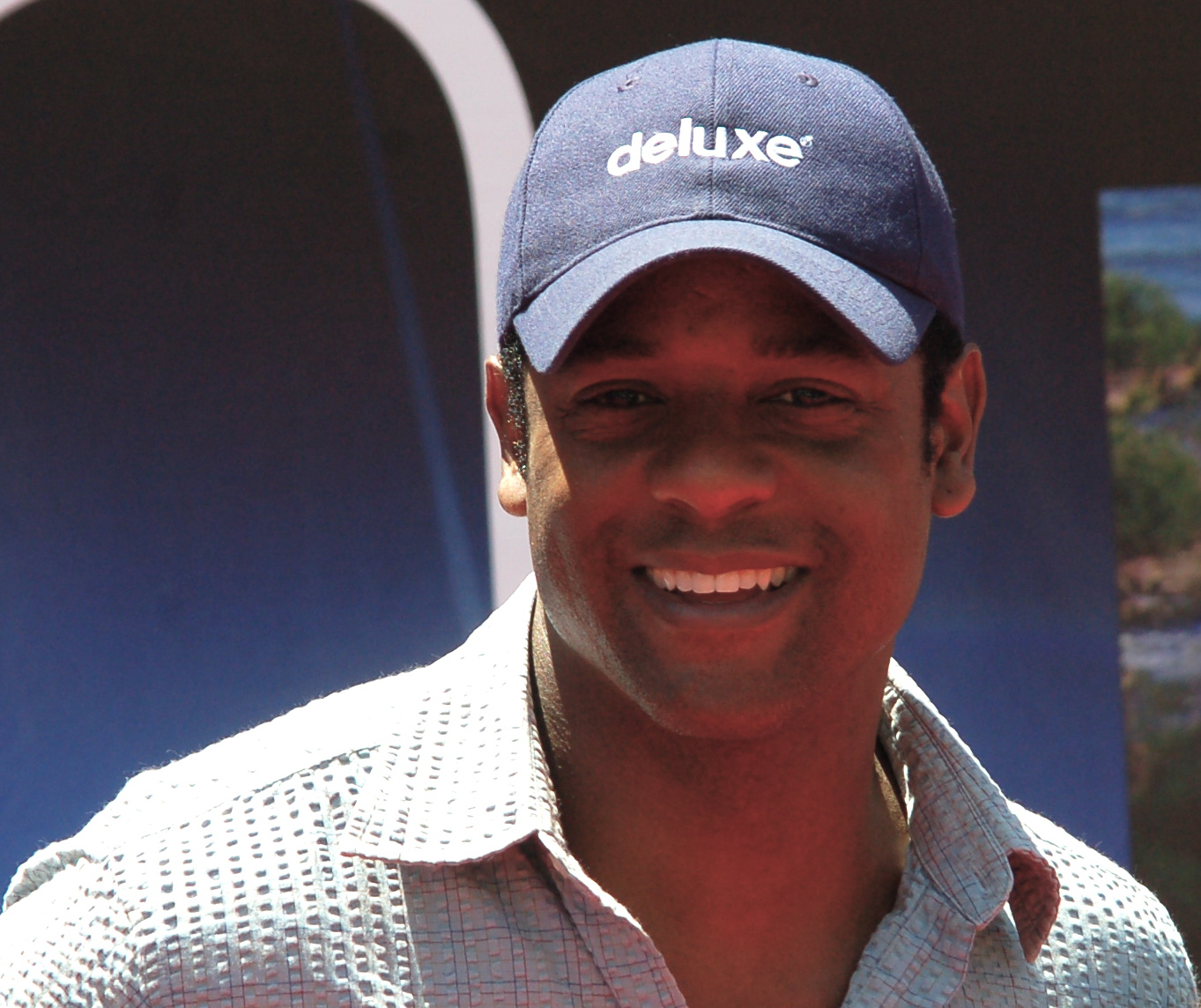
Blair Underwood

### Maschile
- Blair Larsen, rugbista a 15 e allenatore di rugby neozelandese
- Blair Rasmussen, cestista statunitense
- Blair Redford, attore statunitense
- Blair Underwood, attore statunitense
- Blair Walsh, giocatore di football americano statunitense

### Femminile
- Blair Brown, attrice statunitense

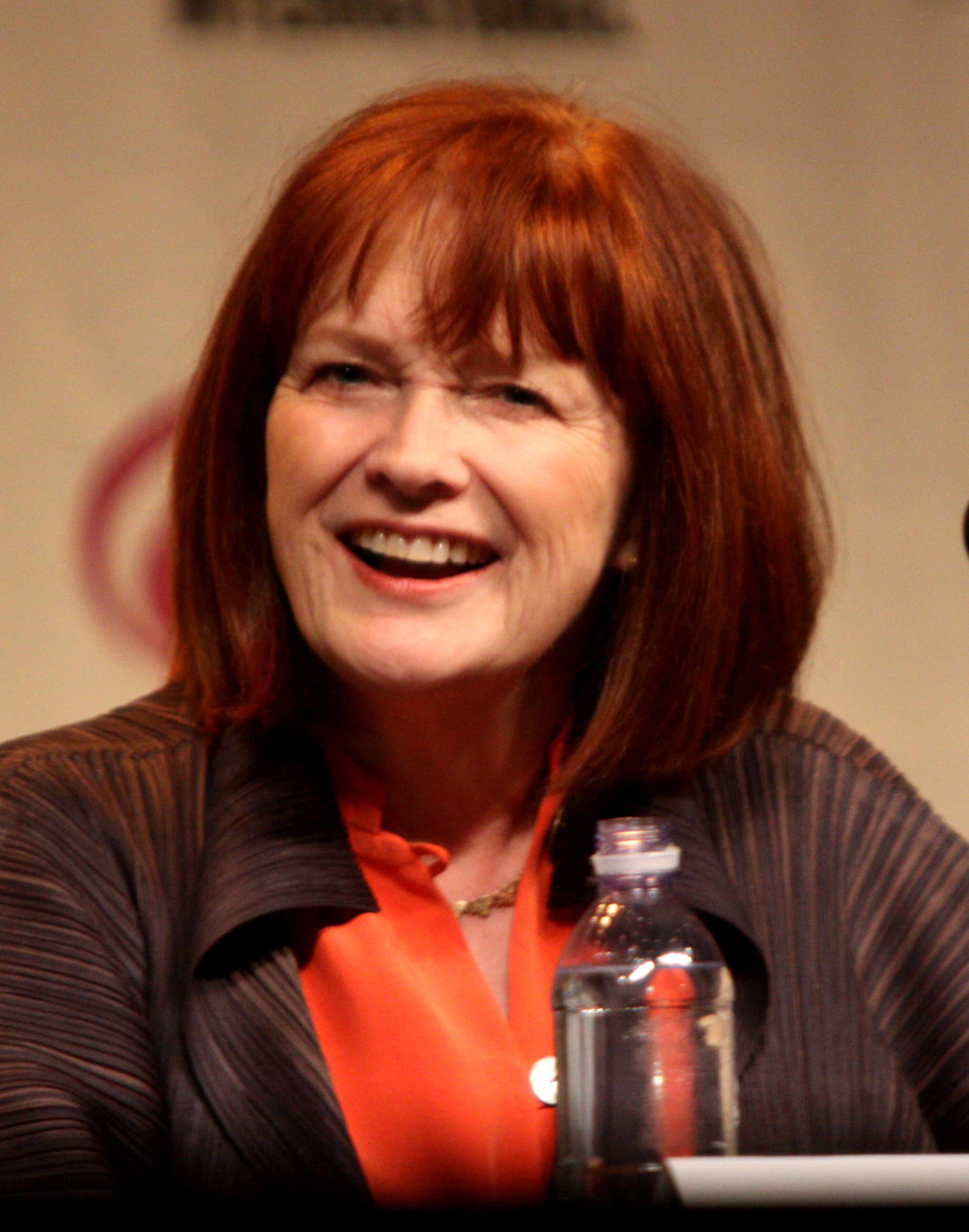
Blair Brown

- Blair Brown, pallavolista statunitense
- Blair Evans, nuotatrice australiana

## Il nome nelle arti
- Blair era il cane di razza collie appartenuto al regista Cecil Hepworth, che apparve in alcuni dei suoi film.
- Blair Waldorf è un personaggio della serie di romanzi Gossip Girl, scritta da Cecily von Ziegesar, e dell'omonima serie televisiva statunitense da essa tratta.
- Blair è un personaggio del cartone animato Barbie e le 12 principesse danzanti.